# Slobodan Dubajić
Slobodan Dubajić (n. 19 februarie 1963, RFP Iugoslavia) este un fost fotbalist sârb.
Dubajić a debutat la echipa națională a Iugoslaviei în anul 1994.

## Statistici
| Iugoslavia | Iugoslavia | Iugoslavia |
| An         | Meciuri    | Goluri     |
| ---------- | ---------- | ---------- |
| 1994       | 1          | 0          |
| Total      | 1          | 0          |